# Bergera (planta)
Bergera és un gènere amb nou espècies de plantes de flors de la família Rutaceae.

## Espècies seleccionades
- Bergera compressa
- Bergera inodora
- Bergera integerrima
- Bergera integrifolia
- Bergera koenigii
- Bergera nitida
- Bergera ternata
- Bergera villosa
- Bergera wallachii